# Josephine St. Pierre Ruffin
Josephine St. Pierre Ruffin   (Boston, 31 d'agost de 1842 - Boston, 13 de març de 1924) va ser una editora, periodista i sufragista afroamericana que va lluitar pels drets civils. Va fundar The Woman's Era (L'Era de la Dona), el primer diari publicat per i per a dones afroamericanes.

## Biografia

### Infància i educació
Josephine St. Pierre Ruffin va néixer a Boston, Massachusetts, essent la més petita de sis germans. El seu pare, John St. Pierre, tenia avantpassats d'Àfrica, França i Índia. La seva mare, Eliza Matilda Menhenick St. Pierre, va créixer a Cornualla, Anglaterra. Josephine va ser educada en escoles públiques de Salem, Massachusetts, i en una escola privada de Nova York on no hi havia segregació racial. Quan tenia setze anys es va casar amb George Lewis Ruffin, un barber d'una família adinerada, i es van mudar a Anglaterra, buscant escapar del creixent racisme dels Estats Units.

### Activisme
Quan la guerra civil estatunidenca va esclatar, la parella va tornar al seu país per treballar per a la Unió i per ajudar a l'abolició de l'esclavitud. Ruffin va reclutar soldats per al regiment Afroamericà de Massachusetts i va treballar per a la Comissió Sanitària dels Estats Units durant la guerra. Després de la guerra, es va fer activa en la Federació de Clubs de Dones de l'estat de Massachusetts i en diverses causes caritatives.
També va participar en la Junta de l'Associació d'Educació Moral de Massachusetts, treballant al costat d'altres líders de Nova Anglaterra, incloent-hi Julia Ward Howe i Lucy Stone.
L'any 1869, el moviment de sufragi femení es va separar en dos bàndols. L'Associació Americana de Sufragi Femení (AWSA), liderada per Lucy Stone i Julia Ward Howe, creia que qualsevol pas endavant per a la igualtat era un pas endavant per a tothom, mentre que l'Associació Nacional de Sufragi Femení (NWSA), liderada per Elizabeth Cady Stanton i Susan B. Anthony, creia que els drets de les dones s'havien de defensar separadament de la resta. Ruffin es va unir a l'AWSA.
També va escriure per al setmanari negre, The Courant, i es va convertir en membre de l'Associació de Premsa de Dones de Nova Anglaterra. Quan el seu marit va morir el 1886, Ruffin va utilitzar la seva seguretat econòmica i les seves habilitats d'organització per crear el Woman's Era, el primer diari dels Estats Units publicat per i per a dones afroamericanes. Hi va treballar com a editora i creadora de continguts entre 1890 i 1897. Mentre promovia activitats interracials, el Woman's Era demanava a les dones negres que exigissin millors drets per a la seva ètnia.
L'any 1894, Josephine St. Pierre Ruffin va organitzar el Woman's Era Club (més tard anomenat New Era Club), un grup de defensa de les dones negres, amb l'ajuda de la seva filla Florida Ridley i Maria Baldwin, directora d'una escola de Boston.
L'any 1895, Ruffin va organitzar la Federació Nacional de Dones Afroamericanes. Va convocar la Primera Conferència Nacional de Dones de Color d'Amèrica a Boston, a la qual van assistir dones de 42 clubs de dones negres de 14 estats diferents. L'any següent, l'organització es va unir amb la Lliga de Dones de Color (NACWC). Mary Church Terrell va ser-ne elegida presidenta i Ruffin va treballar com una de les vicepresidentes.
Just quan la NACWC s'estava formant, Ruffin estava creant el Club de Dones de Nova Anglaterra. Quan la Federació General de Clubs de Dones es va reunir a Milwaukee el 1900, va decidir assistir-hi com a representant de tres organitzacions: el New Era Club, el Club de Dones de Nova Anglaterra i el Club de Premsa de Dones de Nova Anglaterra. A la Federació General les dones del sud ocupaven els càrrecs de poder i, quan el Comitè Executiu va descobrir que tots els membres del club New Era eren negres, no van acceptar les credencials de Ruffin. Li van dir que podia ser representant dels dos clubs de blanques però no del de negres. Ho va rebutjar per principis i va ser exclosa dels procediments. Aquests successos es van conèixer com L'incident Ruffin i van ser coberts per diaris de tot el país, la majoria recolzant Ruffin. Més tard, el club Woman's Era va fer una declaració oficial en què afirmava que «les dones de color s'havien de confinar en els seus clubs i en l'ampli camp de treball que aquests obrien per a elles».
El club New Era es va desfer el 1903, però Ruffin es va mantenir activa en la lluita per la igualtat de drets i, el 1910 va ajudar a formar l'Associació Nacional per l'Avanç de la Gent de Color (NAACP). Juntament amb altres dones que havien pertangut al club New Era, va cofundar la Lliga de Dones en Servei Comunitari, que encara existeix avui en dia.